# Кубачинский язык
Кубачинский язык (арбукский) — язык кубачинцев, один из даргинских языков. Распространен на востоке Дахадаевского района Дагестана. Многие переселились в города юга Европейской части России. Традиционно рассматривается как диалект единого даргинского языка.

## Диалекты
Включает два наречия:
- кубачинское наречие
  - собственно кубачинский — село Кубачи (ГӀугъбуг; 2781 чел. по переписи 2002) и выходцы из него
  - амузгинский — нижнее течение реки Кинтуракотты: сёла Амузги и Шари.
- сулевкентское наречие (сулевкайский) — Сулевкент (Сулевкай), ранее находилось в Дахадаевском районе, ныне на севере Хасавюртовского района.

## Письменность

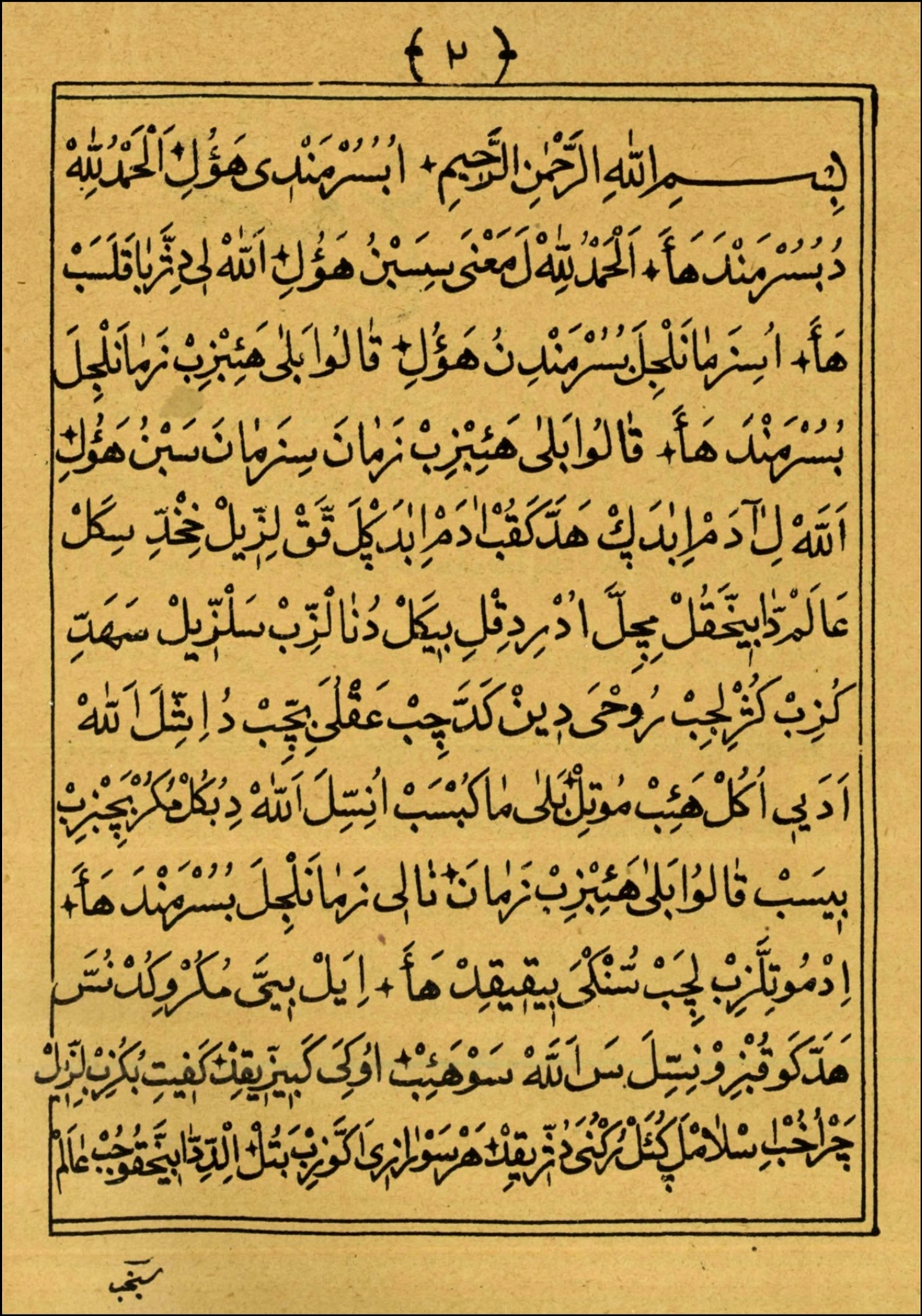
страница из книги «МаджмугI» (Сборник) на кубачинском диалекте на аджаме 1913 года издания. Единственная дореволюционная печатная книга на кубачинском, содержит основы ислама в виде вопросов и ответов

Письменность для записи литературного кубачинского языка почти не используется. Существует несколько книг (включая азбуку), изданных на самом кубачинском языке.
| А а /ɑ/       | Б б /b/     | В в /w/  | Г г /g/     | Гъ гъ /ʁ/   | Гь гь /ɦ/  | Д д /d/    | Е е /e/;/je/   | Ё ё /jɔ/      | Ж ж /ʒ/    |
| З з /z/       | И и /i/     | Й й /j/  | К к /k/     | Кк кк /kː/  | Къ къ /qʰ/ | Кь кь /qʼ/ | Кӏ кӏ /kʼ/     | Л л /l/       | М м /m/    |
| Н н /n/       | О о /ɔ/     | П п /pʰ/ | Пп пп /pː/  | Пӏ пӏ /pʼ/  | Р р /r/    | С с /s/    | Сс сс /sː/     | Т т /t/       | Тт тт /tː/ |
| Тӏ тӏ /tʼ/    | У у /u/     | Ф ф /f/  | Х х /χ/     | Хх хх /χː/  | Хъ хъ /qʰ/ | Хь хь /x/  | Хьхь хьхь /xː/ | Хӏ хӏ /ʜ/;/ħ/ | Ц ц /ts/   |
| Цц цц /tsː/   | Цӏ цӏ /tsʼ/ | Ч ч /tʃ/ | Чч чч /tʃː/ | Чӏ чӏ /tʃʼ/ | Ш ш /ʃ/    | Шш шш /ʃː/ | Ъ ъ /ʔ/        | Э э /e/       | Ю ю /ju/   |
| Я я /ja/;/jə/ |             |          |             |             |            |            |                |               |            |